# Lima Challenger II 2021
Il Lima Challenger II 2021 è stato un torneo maschile di tennis professionistico giocato sulla terra rossa. È stata la 21ª edizione del torneo, facente parte della categoria Challenger 80 nell'ambito dell'ATP Challenger Tour 2021. Si è giocato al Centro Promotor de Tenis de Miraflores di Lima, in Perù, dal 25 al 31 ottobre 2021.

## Partecipanti

### Teste di serie
| Nazionalità | Giocatore                  | Ranking* | Testa di serie |
| ----------- | -------------------------- | -------- | -------------- |
| Brasile     | Thiago Monteiro            | 92       | 1              |
| Argentina   | Juan Manuel Cerúndolo      | 102      | 2              |
| Colombia    | Daniel Elahi Galán         | 107      | 3              |
| Argentina   | Francisco Cerúndolo        | 116      | 4              |
| Argentina   | Sebastián Báez             | 124      | 5              |
| Brasile     | Thiago Seyboth Wild        | 126      | 6              |
| Bolivia     | Hugo Dellien               | 128      | 7              |
| Perù        | Juan Pablo Varillas        | 129      | 8              |
| Argentina   | Tomás Martín Etcheverry    | 138      | 9              |
| Cile        | Marcelo Tomás Barrios Vera | 145      | 10             |

* Ranking al 18 ottobre 2021.

### Altri partecipanti
I seguenti giocatori hanno ricevuto una wild card per il tabellone principale:
- Nicolás Álvarez
- Arklon Huertas del Pino
- Conner Huertas del Pino

Il seguente giocatore è entrato in tabellone con il ranking protetto:
- Gerald Melzer

I seguenti giocatori sono entrati in tabellone come alternate:
- Peđa Krstin
- Orlando Luz
- Nicolás Mejía
- Gonçalo Oliveira
- Roberto Quiroz

I seguenti giocatori sono passati dalle qualificazioni:
- Hernán Casanova
- Alexandar Lazarov
- Jaroslav Pospíšil
- Gonzalo Villanueva

I seguenti giocatori sono entrati in tabellone come lucky loser:
- Alexis Galarneau
- Cristian Rodríguez
- Jean Thirouin

## Campioni

### Singolare
Nicolás Jarry ha sconfitto in finale  Juan Manuel Cerúndolo con il punteggio di 6–2, 7–5.

### Doppio
Sergio Galdós /  Gonçalo Oliveira hanno sconfitto in finale  Marcelo Tomás Barrios Vera /  Alejandro Tabilo con il punteggio di 6–2, 2–6, [10–5].